# Lyonsdale
Lyonsdale es un pueblo ubicado en el condado de Lewis en el estado estadounidense de Nueva York. En el año 2000 tenía una población de 1,273 habitantes y una densidad poblacional de 7 personas por km².

## Geografía
Lyonsdale se encuentra ubicado en las coordenadas 43°36′8″N 75°18′5″O / 43.60222, -75.30139.

## Demografía
Según la Oficina del Censo en 2000 los ingresos medios por hogar en la localidad eran de $ 33,321 y los ingresos medios por familia eran $35,938. Los hombres tenían unos ingresos medios de $30,357 frente a los $17,917 para las mujeres. La renta per cápita para la localidad era de $13,298. Alrededor del 20% de la población estaban por debajo del umbral de pobreza.